# Enrique José Mariani
Enrique José Mariani (Santa Rosa; 25 de febrero de 1921 - Santa Rosa, 10 de junio de 2003) fue un violinista y director de orquesta argentino que dirigió la Orquesta Sinfónica del Teatro Argentino de La Plata, la Orquesta de Cámara de Buenos Aires "Antonio Vivaldi", la Orquesta de Cuerdas de Radio Nacional, la Orquesta Filarmónica de Buenos Aires, la Orquesta Sinfónica de la Ópera de Roma y la Orquesta Sinfónica Nacional de Cuba.
En 1976 su hijo, su nuera y su nieta, fueron secuestrados-desaparecidos por la dictadura militar instalada en la Argentina (1976-1983). Su esposa, María Isabel Chorobik de Mariani (1923-2018), fue una de la fundadoras de Abuelas de Plaza de Mayo y presidenta de la asociación.
Por razones de salud se radicó en Italia. Regresó a la Argentina en 1996, radicándose en Santa Rosa, donde estableció y dirigió la Fundación Pampeana de las Artes Musicales, y creó la Orquesta de Cámara de La Pampa, dirigiéndola hasta su muerte en 2003, con 82 años de edad.
En 1997 el gobierno de la Provincia de La Pampa le concedió el premio Testimonio.